# Сингх, Шамшер
Шамшер Сингх (хинди शमशेर सिंह; род. 29 июля 1997, Аттари, Пенджаб) — индийский хоккеист на траве, нападающий сборной Индии. Бронзовый призёр Олимпийских игр (2020).

## Биография
Шамшер Сингх родился 29 июля 1997 года.
Начал играть в хоккей будучи ребёнком, а когда он был в седьмом классе школы, поступил в академию Сурджита в Джаландхаре. Изначально он хотел просто поступить в академию, но затем он поставил новую цель — играть в национальном чемпионате. Он также отмечает влияние своего отца на результат.

## Карьера
Сингх не попал в сборную на юниорский чемпионат мира 2016 года, который прошёл в Лакхнау. После этого Шамшер поставил цель пробиться в национальную сборную.
Дебютировал за сборную Индии в 2019 году.
В 2020 году участвовал в Про-лиге Международной федерации хоккея на траве, где сборная Индии стала четвёртой.
Принял участие на летних Олимпийских играх 2020 года в Токио. Сборная Индии в групповом этапе одержала 4 победы и вышла в плей-офф со второго места. В четвертьфинале индийцы победили Великобританию со счётом 3:1, однако затем уступили будущим олимпийским чемпионам Бельгии 3:5. В матче за бронзу Индия победила Германию со счётом 5:4, впервые с московской Олимпиады в 1980 году завоевав медаль в хоккее на траве. Шамшер на турнире отличился одним голом.
В третьей игре группового этапа против Уэльса на домашнем чемпионате мира 2023 реализовал штрафной угловой удар и открыл счёт в матче, Индия выиграла эту игру со счётом 4:2.